# ادوارد وارگانوف
ادوارد وارگانوف (انگلیسی: Eduard Vorganov؛ زادهٔ ۷ دسامبر ۱۹۸۲) دوچرخه‌سوار اهل روسیه است.
از باشگاه‌هایی که در آن بازی کرده‌است می‌توان به تیم کاتیوشا–آلپتسین اشاره کرد.